# Самотня біла жінка
Самотня біла жінка (англ. Single White Female)  — американський психологічно-еротичний трилер 1992 року, знятий за мотивами роману Джона Лутца «Неодружена біла жінка» 1990 року. 
Головні ролі у фільмі виконали Бріджит Фонда та Дженніфер Джейсон Лі, а режисером виступив Барбет Шредер. 
Незважаючи на свій касовий успіх, "Самотня біла жінка" отримала змішані відгуки від критиків, фільм був особливо успішним на ринку відеопрокату, часто перевершуючи вищі касові збори, і увійшов в топ-10 відеопрокату 1993 року. Кінострічка надихнула багато пародій і культурних відсилань, а в наступні роки стала культовою картиною.

## Сюжет
Еллі Джонс розмістила в газеті оголошення з текстом «Самотня біла жінка шукає сусідку…», щоб знайти і квартирантку, яка покращить її матеріальне становище, і подругу, в компанії якої буде змога скоротити довгий тужливий вечір, яких у її житті – мільйон. 
Еллі і не підозрювала, що так почнеться найжахливіший кошмар всього її існування. Крихітка Хеді відразу сподобалася гостинній Еллі. Вони відразу стали подругами і поступово почали довіряти одна одній, ділитися одягом, косметикою, секретами та таємними таємницями… Хеді так зрослась з Еллі, що хотіла б буквально стати нею. Але для цього їй доведеться відібрати у Еллі її життя.

## У ролях
| Актор                | Роль                     |
| -------------------- | ------------------------ |
| Бріджит Фонда        | Еллі Джонс               |
| Дженніфер Джейсон Лі | Хеді Карлсон / Еллен Беш |
| Стівен Вебер         | Сем Роусон               |
| Пітер Фрідман        | Грем Нокс                |
| Стівен Тоболовскі    | Мітчелл Маєрсон          |
| Франсіс Бей          | старенька сусідка        |

## Продовження
У 2005 році вийшов сиквел під назвою «Самотня біла жінка 2: Психопатка» з Крістен Міллер, Еллісон Ленґ і Брук Бернс у головних ролях. 